# Hervé de Charette
Hervé de Charette de La Contrie (ur. 30 lipca 1938 w Paryżu) – francuski polityk, deputowany, w latach 1995–1997 minister spraw zagranicznych.

## Życiorys
Jest potomkiem dowódcy rojalistów François de Charette, a także Karola Ferdynanda d’Artois i jego pierwszej żony – Angielki Amy Brown Freeman. Ukończył studia w HEC Paris, a także w École nationale d’administration.
Od 1986 do 2007 w każdych kolejnych wyborach był wybierany deputowanym Zgromadzenia Narodowego. Zasiadał też w radzie regionalnej Kraju Loary. Od 1989 do 2014 nieprzerwanie pełnił funkcję mera Saint-Florent-le-Vieil. Od 1986 do 1988 sprawował urząd ministra delegowanego. W latach 1993–1995 pełnił funkcję ministra mieszkalnictwa w rządzie Édouarda Balladura, następnie do 1997 kierował ministerstwem spraw zagranicznych w gabinecie Alaina Juppé.
W 1995 podobnie jak Valéry Giscard d’Estaing, a wbrew większości działaczy UDF, poparł kandydaturę Jacques’a Chiraca. W tym samym roku założył Partię Ludową na rzecz Demokracji Francuskiej, z którą w 2002 przeszedł do Unii na rzecz Ruchu Ludowego. W ramach UMP kierował niewielką centrową frakcją pod nazwą Konwencja Demokratyczna, która przekształciła się w organizację partyjną. W 2009 przeszedł do frakcji Nowego Centrum. Nie utrzymał mandatu poselskiego w 2012.

## Odznaczenia
W 1996 odznaczony Krzyżem Komandorskim z Gwiazdą Orderu Zasługi Rzeczypospolitej Polskiej, a w 1999 Krzyżem Wielkiego Oficera Orderu Gwiazdy Rumunii.